# Distrito de Rosenheim
Rosenheim es uno de los 71 distritos en que está dividido administrativamente el estado alemán de Baviera.
El distrito rodea completamente la ciudad de Rosenheim, la que es administrada en forma independiente, pero alberga la administración del distrito.
El distrito fue creado en 1972, cuando el ex distrito de Rosenheim, Bad Aibling, y partes de Wasserburg am Inn fueron fusionados.

## Pueblos y municipios
| Pueblos | Municipios | |
| --- | --- | --- |
| | | |
| 1. Bad Aibling 2. Kolbermoor 3. Wasserburg am Inn Verwaltungsgemeinschaften 1. Breitbrunn am Chiemsee 2. Halfing 3. Pfaffing 4. Rott am Inn Markt 1. Bad Endorf 2. Bruckmühl 3. Neubeuern 4. Prien am Chiemsee | 1. Albaching 2. Amerang 3. Aschau im Chiemgau 4. Babensham 5. Bad Feilnbach 6. Bernau am Chiemsee 7. Brannenburg 8. Breitbrunn am Chiemsee 9. Chiemsee 10. Edling 11. Eggstätt 12. Eiselfing 13. Feldkirchen-Westerham 14. Flintsbach 15. Frasdorf 16. Griesstätt 17. Großkarolinenfeld 18. Gstadt am Chiemsee 19. Halfing 20. Höslwang | 1. Kiefersfelden 2. Nußdorf am Inn 3. Oberaudorf 4. Pfaffing 5. Prutting 6. Ramerberg 7. Raubling 8. Riedering 9. Rimsting 10. Rohrdorf 11. Rott am Inn 12. Samerberg 13. Schechen 14. Schonstett 15. Söchtenau 16. Soyen 17. Stephanskirchen 18. Tuntenhausen 19. Vogtareuth |